# Gerhard Knauss
Gerhard Gustav Knauss (* 30. April 1928 in Heidelberg; † 9. August 2020 in Püttlingen) war ein deutscher Philosoph.

## Leben
Knauss studierte Mathematik und Physik sowie Philosophie bei Karl Jaspers an den Universitäten Heidelberg und Basel. 1951 promovierte er bei Karl Jaspers mit „Gegenstand und Umgreifendes“. Anschließend war er Assistent von Karl Löwith. 1953 bis 1958 hatte er eine Gastprofessur an der Kaiserlichen Universität Tōhoku in Sendai (heutige Universität Tōhoku) in Japan inne. 1957/58 lehrte er an der Universität Tokio auf dem Komaba-Campus. Nach seiner Rückkehr nach Heidelberg leitete er zunächst das Studium generale, später das Doktorandenkolleg. 1971 habilitierte sich Knauss an der Universität des Saarlandes bei Karl-Heinz Ilting mit einer Arbeit über „Synthetische Sätze apriori und Metaphysik“. Bis zu seiner Emeritierung 1993 war er außerordentlicher Professor an der Universität des Saarlandes.
Im Anschluss an die Antwort von Karl Jaspers auf den Beitrag von Gerhard Knauss in Paul Schilpp „The Philosophy of Karl Jaspers“ (1957) kam es zu einem weiteren Austausch zwischen Knauss und Jaspers, in dem es vor allem um die Frage der Möglichkeit einer kontinuierlichen Weiterentwicklung einer empirisch fundierten philosophisch-therapeutischen Logik (Jaspers) und die von Knauss aufgezeigte, von Glenn C. Wood „radikal mystisch-konstruktivistisch“ bezeichnete Alternative einer apriorischen, die Daten möglicher Erfahrung strukturierenden formalen Logik geht.
Der Roman Der Schlüssel von Tanizaki Jun’ichirō wurde von Gerhard Knauss und Sachiko Yatsushiro ins Deutsche übersetzt.
Briefe von Gerhard Knauss finden sich u. a. im Nachlass von Karl Jaspers und Karl Löwith.
Gerhard Knauss wohnte in Blieskastel. In den letzten Lebensjahren lebte er in Heusweiler. Seinem Wunsch entsprechend wurde er im Familiengrab in Heidelberg-Rohrbach beigesetzt.

## Werke
- Was heißt "ursprünglich"? In: Drei kleine Aufsätze: Karl Jaspers zum siebzigsten Geburtstag dargebracht. Hrsg. Gerhard Knauss, Heinrich Popitz, Guido Schneeberger, 1953. Seiten 26–44
- Gegenstand und Umgreifendes. Basel: Verlag für Recht und Gesellschaft 1954 (Dissertation)
- The concept of the „Encompassing“ in Jaspers' Philosophy. In: Paul Arthur Schilpp (Hrsg.): Philosophy of Karl Jaspers, Tudor, New York 1957
- Karl Jaspers: Das Bild eines Philosophen. In: Frank Werner Veauthier (Hrsg.) Jaspers zu Ehren. Symposium anlässlich seines 100. Geburtstages. Heidelberg 1986  S. 7–34, ISBN 3-533-03856-4
- Der Buddhismus und das Glück. In: Schopenhauer Jahrbuch 69, 1988 S. 465–481
- Von der Weimarer Republik zur Weltpolitik. Vortrag, gehalten am 25. August 1993 im Rahmen der dritten internationalen Jaspers-Konferenz
- Die Bedeutung der Idee des Umgreifenden für die Philosophie der Zukunft. Vortrag, gehalten am 4. August 1998 im Rahmen der vierten internationalen Jaspers-Konferenz
- Aufgeklärte Muslime? In: FAZ Nr. 302 vom 30. Dezember 2002 S. 10
- Jaspers, wie er war und wie er nicht war – wie er also in Wahrheit war. Vortrag, gehalten am 7. Juni 2006 im Rahmen der Tagung „Begegnungen mit Karl Jaspers“, Universität Mainz
- Anfang und Ende des Denkens von Karl Jaspers. In: Geschichtliche Wirklichkeit mit Blick auf die Grundfragen der Menschheit, Hrsg. Andreas Cesana, Würzburg 2008
- Über die zweitbeste Lösung in Nagarjunas Ratnavali aufgrund des Übersetzungstextes von Akimechi Eda. In: AUFGANG Band 10, Stuttgart 2013, S. 118–125, ISBN 978-3-17-022974-7
- Hat das Dasein einen Sinn? In: AUFGANG Band 11, Stuttgart 2014, S. 234–239, ISBN 978-3-17-025372-8
- Synthetische Sätze apriori und Metaphysik, Röhrig Universitätsverlag, St. Ingbert 2016,  371 S., ISBN 978-3-86110-585-5
- Als erster deutscher Philosophie-Professor im Nachkriegs-Japan, in: Friedhelm Köhler, Friederike Migneco, Benedikt Maria Trappen (Hrsg.): Freiheit. Bewusstheit. Verantwortlichkeit. Festschrift für Volker  Zotz zum 60. Geburtstag. Edition Habermann, München 2016, ISBN 978-3-96025-009-8
- Alles nur Kopfsache. In: AUFGANG Band 14, Augsburg 2017, ISBN 978-3-945732-21-2, S. 199–203
- Reminiscences of Japan.[8] In: Existenz. An International Journal in Philosophy, Religion, Politics and the Arts. Edited by Helmut Wautischer; Vol. 13, No. 1 2018; ISSN 1932-1066,   S. 1–11
- Subject-Object Division in Jaspers, Schopenhauer and Nishida.[9] In: Existenz. An International Journal in Philosophy, Religion, Politics and the Arts. Edited by Helmut Wautischer; Vol. 13, No. 1 2018; ISSN 1932-1066,  S. 12–18